# KKs 3
KKs 3은 국부 은하군에 있는 왜소 은하이다. 가스가 부족하며 국부 은하군의 헤일로에 고립되어 있기 때문에 특별하다. KKs 3은 지구로부터 약 700만 광년 떨어져 있으며, 왜소구형은하(dSph)로 분류되었다.